# Schizaspidia cyanea
Schizaspidia cyanea är en stekelart som beskrevs av Walker 1862. Schizaspidia cyanea ingår i släktet Schizaspidia och familjen Eucharitidae.
Artens utbredningsområde är Papua Nya Guinea. Inga underarter finns listade i Catalogue of Life.